# Tor de' Cenci
Tor de' Cenci är Roms tjugoåttonde zon och har beteckningen Z. XXVIII. Zonen Tor de' Cenci bildades år 1961.

## Kyrkobyggnader
- San Giovanni Evangelista a Spinaceto
- Santa Maria della Consolazione a Tor de' Cenci
- Gesù Divin Salvatore
- Stella Maris

## Arkeologiska lokaler
- Villa rustica romana
- Torre Brunori eller Morone

## Övrigt
- Parco di Mezzocammino eller Parco Campagna di Spinaceto
- Parco Bambini di Sarajevo
- Parco Fernando Pereira
- Parco degli Eroi